# 瓦卡納區
13°23′15″S 73°41′23″W / 13.38750°S 73.68972°W
瓦卡納區（西班牙語：Distrito de Huaccana），是秘魯的一個區，位於該國南部阿普里馬克大區的欽切羅斯省，始建於1985年6月12日，面積472.1平方公里，海拔高度3,075米，2005年人口8,966，人口密度每平方公里19人。